# Manas-Nationalpark

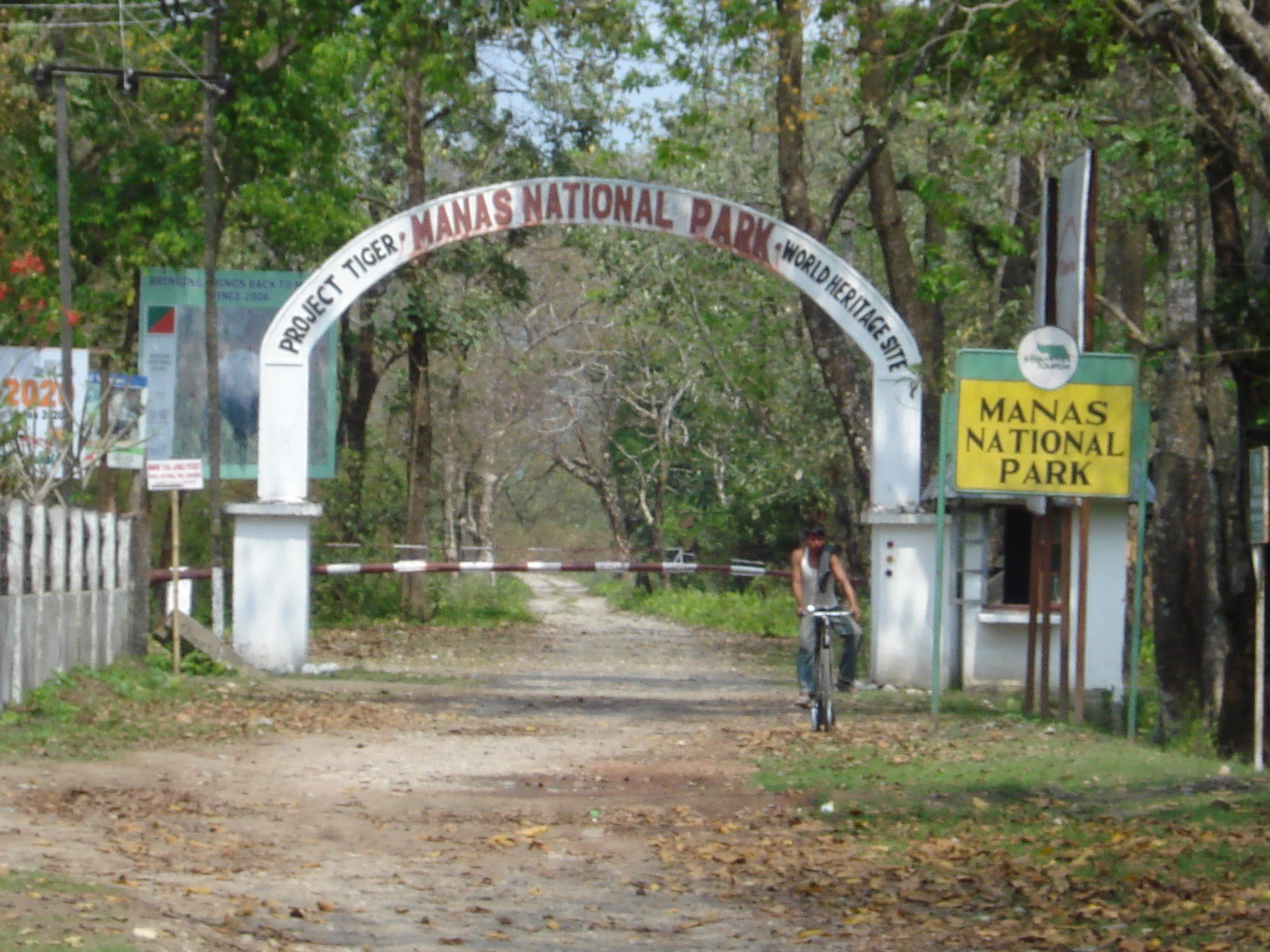
Eingangstor des Manas-Nationalparks

Der Manas-Nationalpark (assamesisch মানস ৰাষ্ট্ৰীয় উদ্যান) liegt im indischen Bundesstaat Assam am Fuße des Himalaya; er grenzt an den Royal-Manas-Nationalpark in Bhutan. Der Park liegt zwischen 40 und 140 Meter hoch und hat eine Fläche von 50.000 Hektar (500 km²). Er bildet die Kernzone des Manas-Wildreservates, das insgesamt etwa 2600 km² Fläche umfasst. Zusammen mit dem Royal-Manas-Nationalpark in Bhutan (etwa 1000 km²) und dem nördlich davon ebenfalls in Bhutan gelegenen Jigme-Singye-Wangchuck-Nationalpark (etwa 1400 km²) umfasst die geschützte Fläche 5000 km². Der Park ist besonders für seine zahlreichen bedrohten Säugetiere, wie Asiatische Elefanten, Königstiger, wilde Wasserbüffel, Barasinghahirsche, Goldlanguren und Zwergwildschweine bekannt.

## Geschichte
Das Gebiet wurde am 1. Oktober 1928 unter Schutz gestellt und im Dezember 1985 in das UNESCO-Weltnaturerbe aufgenommen. Am 7. September 1990 erhielt das Gebiet den Status eines Nationalparks, und am 30. Mai 2008 wurde es (zusammen mit 22,66 km² des Bornadi-Naturschutzgebiets und einer Pufferzone von 2310,88 km) zu einem Tigerreservat erklärt.
Zwischen 1988 und 1996 wurde der Park Opfer politischer Unruhen im Kontext der Bodoland-Autonomiebewegung, in deren Folge das Schutzgebiet stark in Mitleidenschaft gezogen wurde. Ein Überfall durch bewaffnete Separatisten der Bodo hatte die Infrastruktur des Parks weitgehend zerstört. Zahlreiche Wildtiere und Bäume fielen der um sich greifenden Wilderei zum Opfer. Von 1992 bis 2011 wurde der Park auf die Liste des gefährdeten Welterbes gesetzt. Mittlerweile hat sich die politische Lage im Gebiet jedoch wieder stabilisiert. Seit 2003 wurde die Infrastruktur im Park aufgebaut und damit einhergehend steigt auch die Besucherzahl wieder stetig an.

## Landschaft und Vegetation
Manas liegt am Fuße der Vorberge des Himalaya. Die Landschaft reicht von Schwemmebenen bis zu Bergketten. Die Vegetation besteht aus halbimmergrünen Hügelwäldern, Feucht- und Trockenwäldern, sowie alluvialen Grasländern. Letztere bedecken etwa 45 % der Parkfläche. Auf der bhutanesischen Seite, wo die Berge auf bis zu 3000 m reichen, kommen auch montane Bergwälder vor.

## Fauna

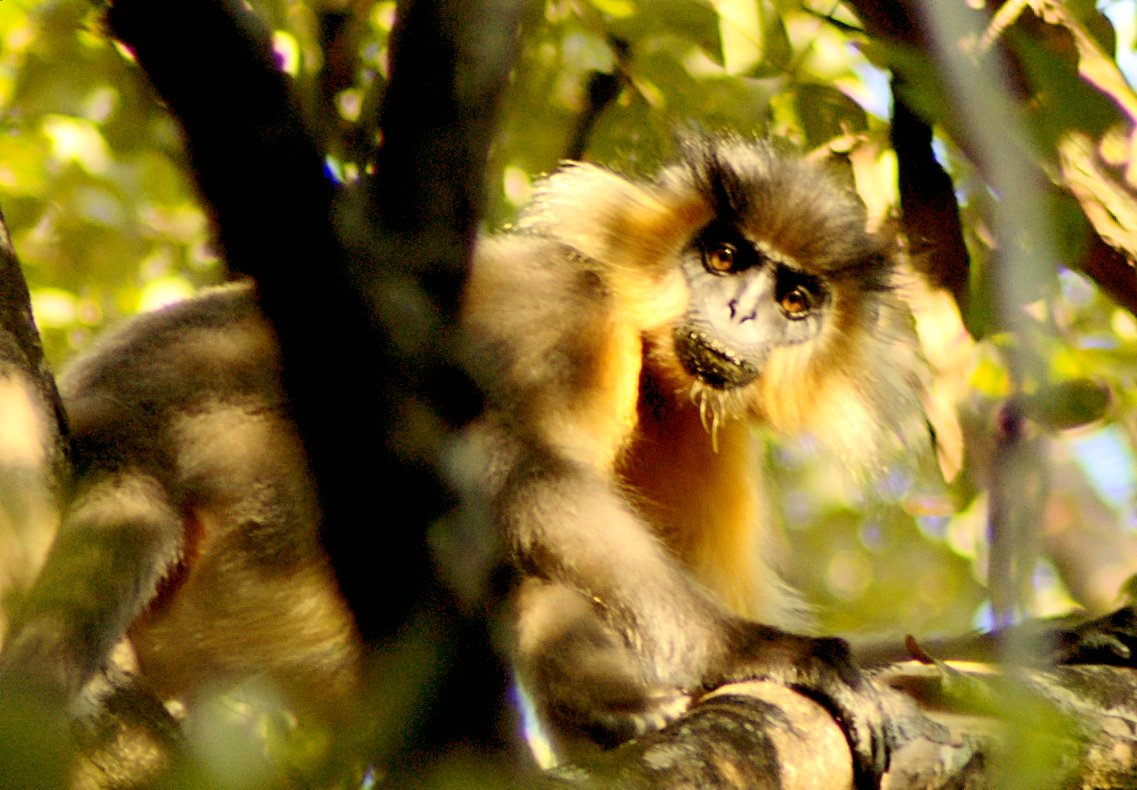
Kappenlangur im Manas-Nationalpark

Durch seine Lage im Übergangsbereich zwischen dem indischen Subkontinent und der indo-malayischen Region beherbergt der Park eine besonders artenreiche Tierwelt. Manas ist berühmt für seine Vorkommen von bedrohten Tierarten, die fast ausschließlich hier vorkommen. Dazu zählen das winzige Zwergwildschwein, das Borstenkaninchen und der Goldlangur. Zudem beherbergt der Park viele seltene Großsäuger, die in weiten Teilen Südasiens bereits verschwunden sind. So ist der Park einer der wenigen Orte an dem noch die Wildform des Wasserbüffels vorkommt. Dazu kommen Asiatische Elefanten, Panzernashörner und Tiger. Die letzte Zählung im Jahr 2008 ergab einen Gesamtbestand von 215 wilden Wasserbüffeln im Schutzgebiet.
Die Populationen vieler Tiere des Parks wurden im Zuge der politischen Unruhen erheblich reduziert. Die Panzernashörner, von denen Anfang der 1990er etwa 100 im Parkgebiet lebten, wurden zwischen 1995 und 1996 fast gänzlich ausgerottet. Entgegen früheren Vermutungen, die davon ausgingen, dass die Art im Park völlig ausgerottet wurde, scheint jedoch etwa ein halbes Dutzend dieser Kolosse überlebt zu haben. Erst in den letzten Jahren hat sich die Sicherheitssituation soweit gefestigt, dass erneut Nashörner angesiedelt werden können. Im Jahr 2006 wurde zunächst ein dreieinhalbjähriges weibliches Nashornkalb aus Kaziranga nach Manas gebracht, wo es sich vorübergehend in einem eingezäunten Gelände befand. Weitere Panzernashörner aus Kaziranga und Pabitora folgten 2007 und 2008, so dass inzwischen knapp ein Dutzend der Tiere wieder im Manas-Nationalpark leben.
Etwa 660 Elefanten wurden im Jahr 2005 in der weiteren Umgebung des Parks gezählt, von denen die meisten im Manas-Nationalpark leben. Damit beherbergt der Park noch immer eine der größten Populationen der grauen Riesen in ganz Indien.
Neben Elefanten und Nashörnern beherbergt der Park weitere sehr große Säuger. So kommt neben den seltenen Wilden Wasserbüffeln auch der Gaur, das größte Wildrind der Erde, vor. Der Park bietet auch einer enormen Vielfalt an großen Raubtieren eine Heimstatt und beherbergt eine der größten Tigerpopulationen des Landes. Im Jahr 2006 wurden 61 Königstiger gezählt. Dazu kommen Indische Leoparden, Wildhunde, Nebelparder, Lippenbären und Kragenbären. Auf bhutanesischer Seite kommt auch der Wolf vor. Fünf Hirscharten leben im Park: Sambarhirsche, Schweinshirsche, Axishirsche, Indische Muntjaks und die seltenen Barasinghas, von denen in den 1990er Jahren noch etwa 450 im Schutzgebiet lebten. Wildschweine, die seltenen Zwergwildschweine und Seraue (Bhutan) sind weitere Huftierarten. Neben den seltenen Goldlanguren sind die Affen durch Assam-Makaken, Rhesusaffen, Weißbrauengibbons, Kappenlanguren und Plumploris vertreten. Eine reichhaltige Vielfalt weiterer kleinerer Raubtiere bereichert die Fauna des Gebietes: Asiatische Goldkatzen, Bengalkatzen, Fischkatzen, Rohrkatzen, Marmorkatzen, Bengalfüchse, Gelbbauchwiesel, Buntmarder, Fischotter, Kleine Indische Zibetkatzen, Indische Zibetkatzen, Fleckenmusangs, Larvenroller, Binturongs und Klein-Mungos. Auch Indische Schuppentiere und Flughörnchen kommen vor. In den Flüssen des Parks leben Gangesdelfine.
Die Vogelwelt ist ähnlich reichhaltig wie die Säugetierwelt. Von den ca. 450 Vogelarten, die im Park anzutreffen sind, brüten etwa 350 im Gebiet. Dazu zählen auch zahlreiche seltene Arten, wie die Barttrappe, der Bengalgeier, der Schmalschnabelgeier oder der Schelladler. Unter den rund 50 Reptilienarten fällt besonders der Gavial auf.